# تيد بلنت
تيد بلنت (بالإنجليزية: Theodore "Ted" Blunt)‏ هو سياسي أمريكي، ولد في 22 مارس (آذار) 1943 في فيلادلفيا في الولايات المتحدة. حزبياً، نشط في الحزب الديمقراطي. توفي في 11 يناير (كانون الثاني) 2024.